# Lunga attesa di una valtellinese
Lunga attesa di una valtellinese è un dipinto di Attilio Alfieri. Eseguito probabilmente nel 1966, appartiene alle collezioni d'arte della Fondazione Cariplo.

## Descrizione
Con questo dipinto, noto anche come L'attesa o Maternità, l'autore di propone di indagare il tema della maternità sotto un punto di vista inconsueto e più cupo: la donna è raffigurata in un ambiente chiuso, dove gli oggetti quotidiani indicano miseria e i toni grigi evocano assenza di speranza.

## Storia
L'opera è difficilmente databile, ma si accosta a quelle che Alfieri usava realizzare negli anni cinquanta e in cui si dedicava con maggior continuità alla pittura di genere, al ritratto e al paesaggio marchigiano. Fu esposta al Premio d'Arte Maternità, indetto nel 1966 dalla Clinica Mangiagalli di Milano, dove venne acquistata dalla Fondazione Cariplo; fu quindi esposta in due mostre dedicate al pittore nel 1967 e nel 1980.